# Marquise (architecture)
Pour les articles homonymes, voir Marquise.
Une marquise est, en architecture et en construction, un abri vitré placé au-dessus de l'entrée d'un édifice public, d'une maison particulière, ou au-dessus des quais d'une gare.  

## Caractéristiques
À l'origine, la marquise désignait une pièce de toile tendue devant l'entrée d'une tente ou d'un édifice pour protéger de la pluie ou du soleil. On en trouvait en particulier sur les bateaux.
Auvent vitré, situé devant une porte, un perron ou une fenêtre pour servir d'abri, le plus souvent rectangulaire à une, deux ou trois pentes, ou en demi-cercle, on peut aussi en trouver de beaucoup plus travaillée, notamment devant les théâtres ou les hôtels.
Les marquises modernes peuvent être en plexiglas. Par déformation, on appelle parfois « marquise » un auvent en béton ou fait d'autres matériaux.
Au-dessus des quais d'une gare, la structure d'une marquise est généralement en métal (plus rarement en bois). Elle est souvent soutenue par des consoles, qui peuvent être constituées d'un décor de volutes. 
Dans le jargon professionnel de la batellerie, la Marquise désigne l'abri vitré et protégé accueillant le poste de barre (roue du gouvernail) sur une péniche (les marins parlent, eux, de passerelle pour la navigation en mer)

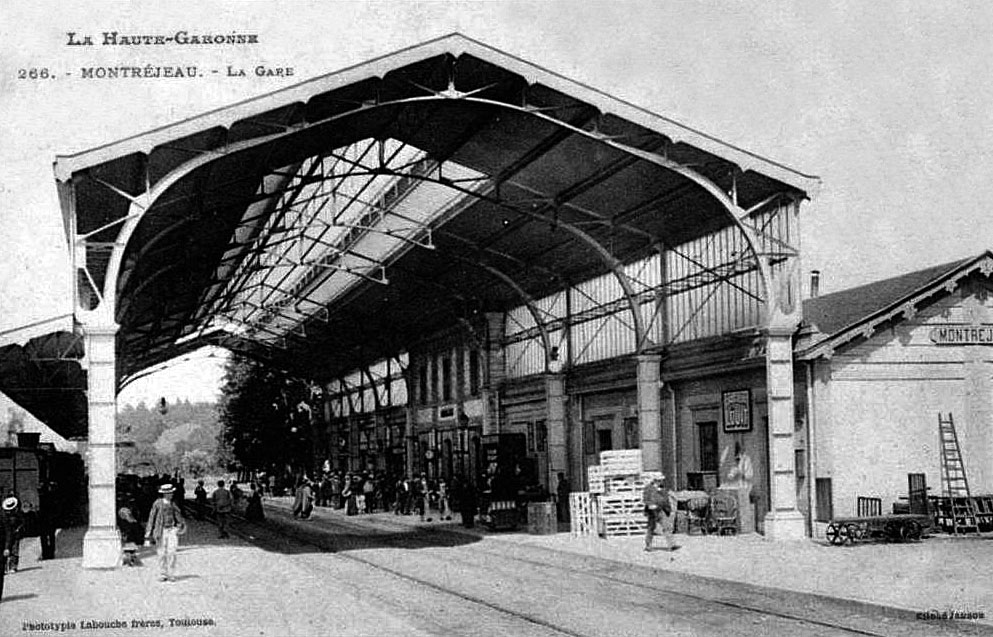
Marquise de la gare de Montréjeau - Gourdan-Polignan en Haute-Garonne vers 1910.
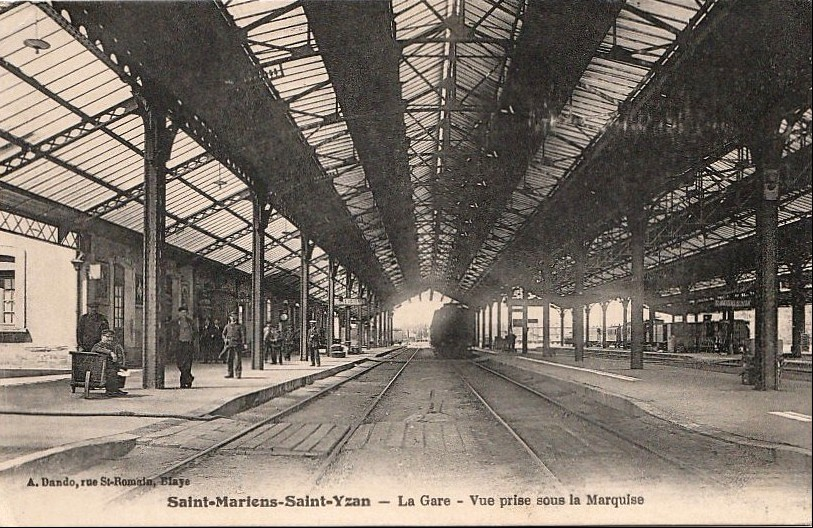
Marquise de la gare de Saint-Mariens-Saint-Yzan vers 1910-1920.
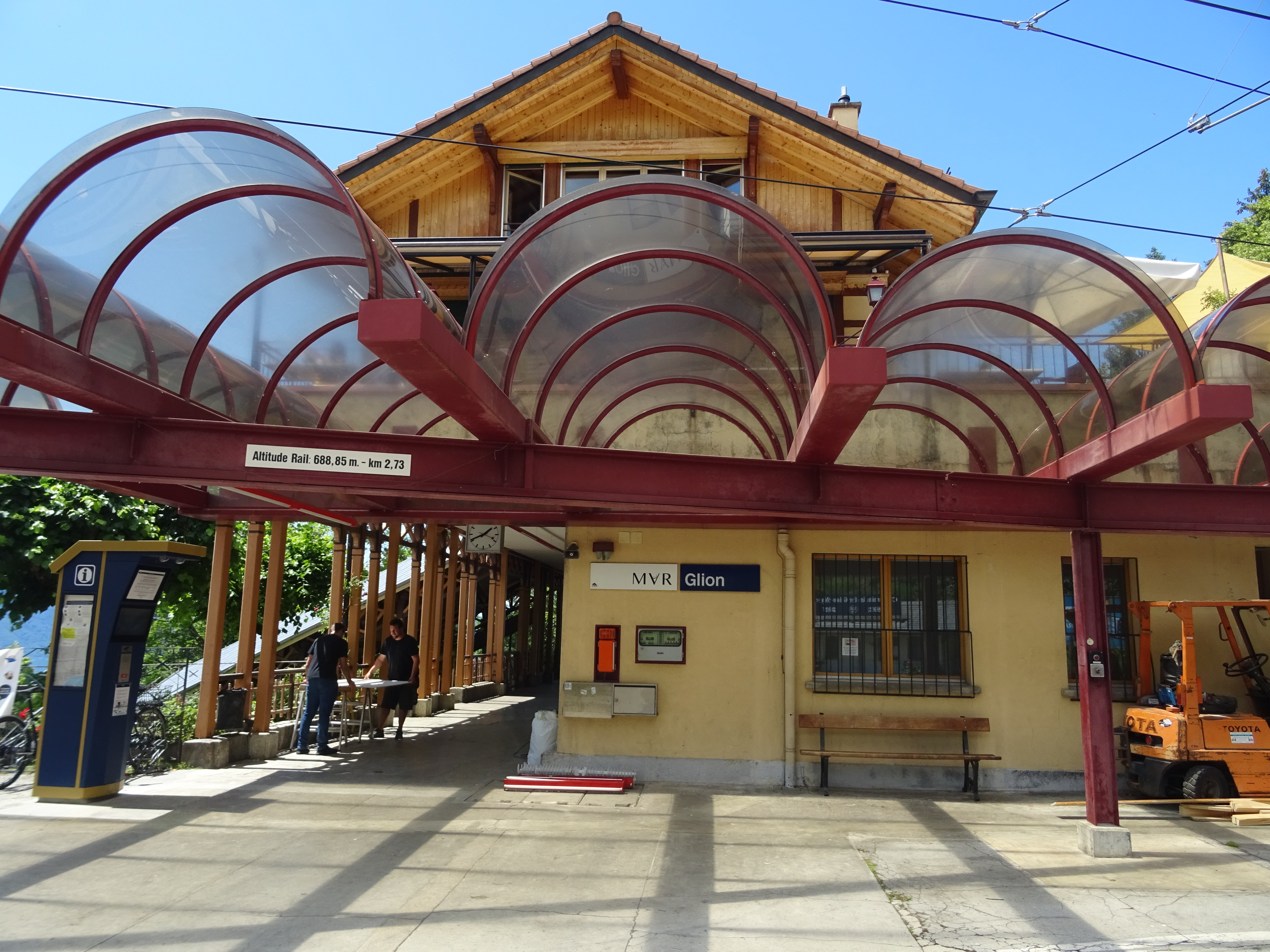
Marquise contemporaine de la gare de Glion (Suisse).
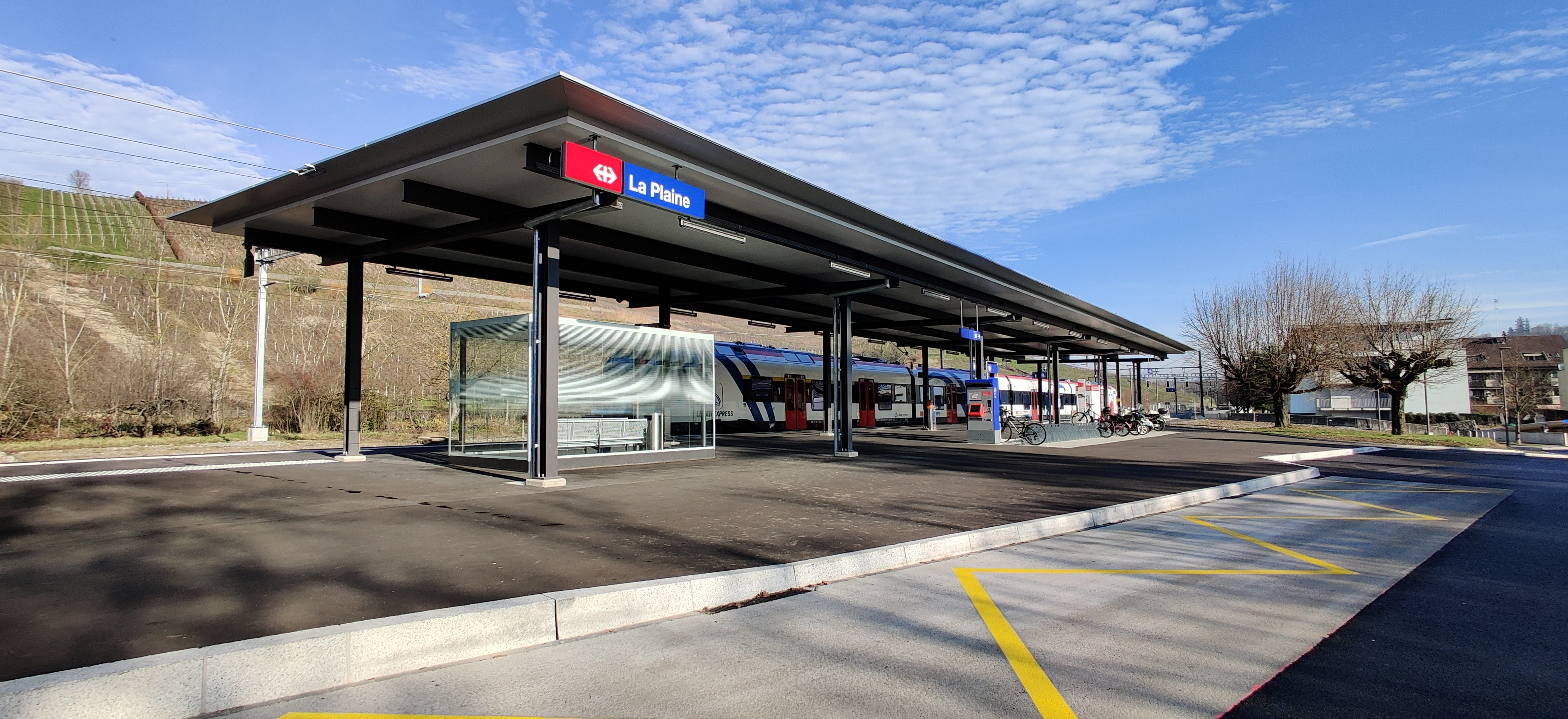
Marquise moderne de la gare de La Plaine (Suisse)
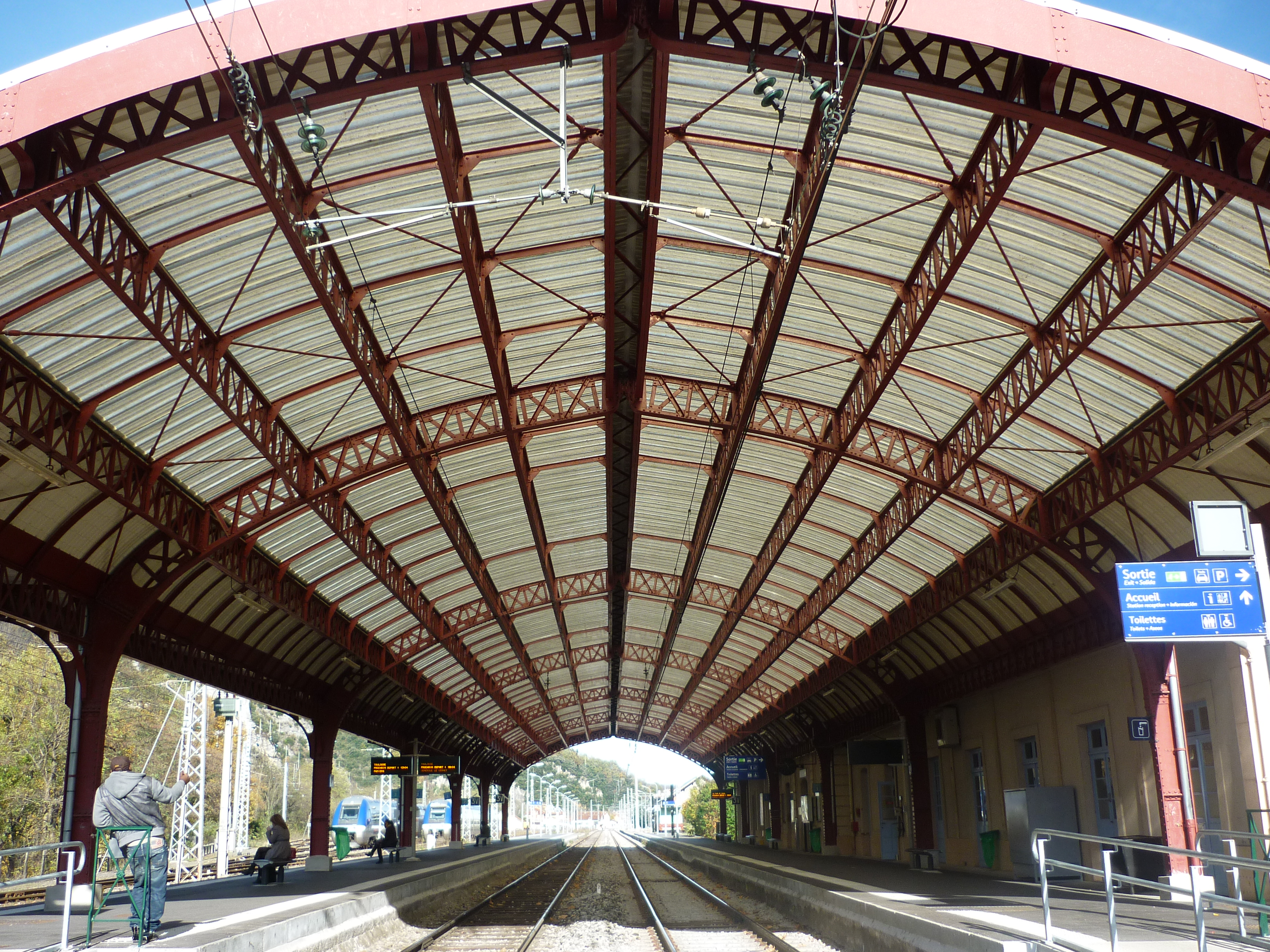
Marquise de la gare de Foix en Ariège (2012).
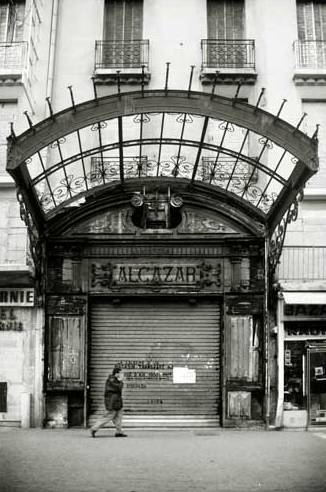
Ancienne entrée de l'Alcazar de Marseille.
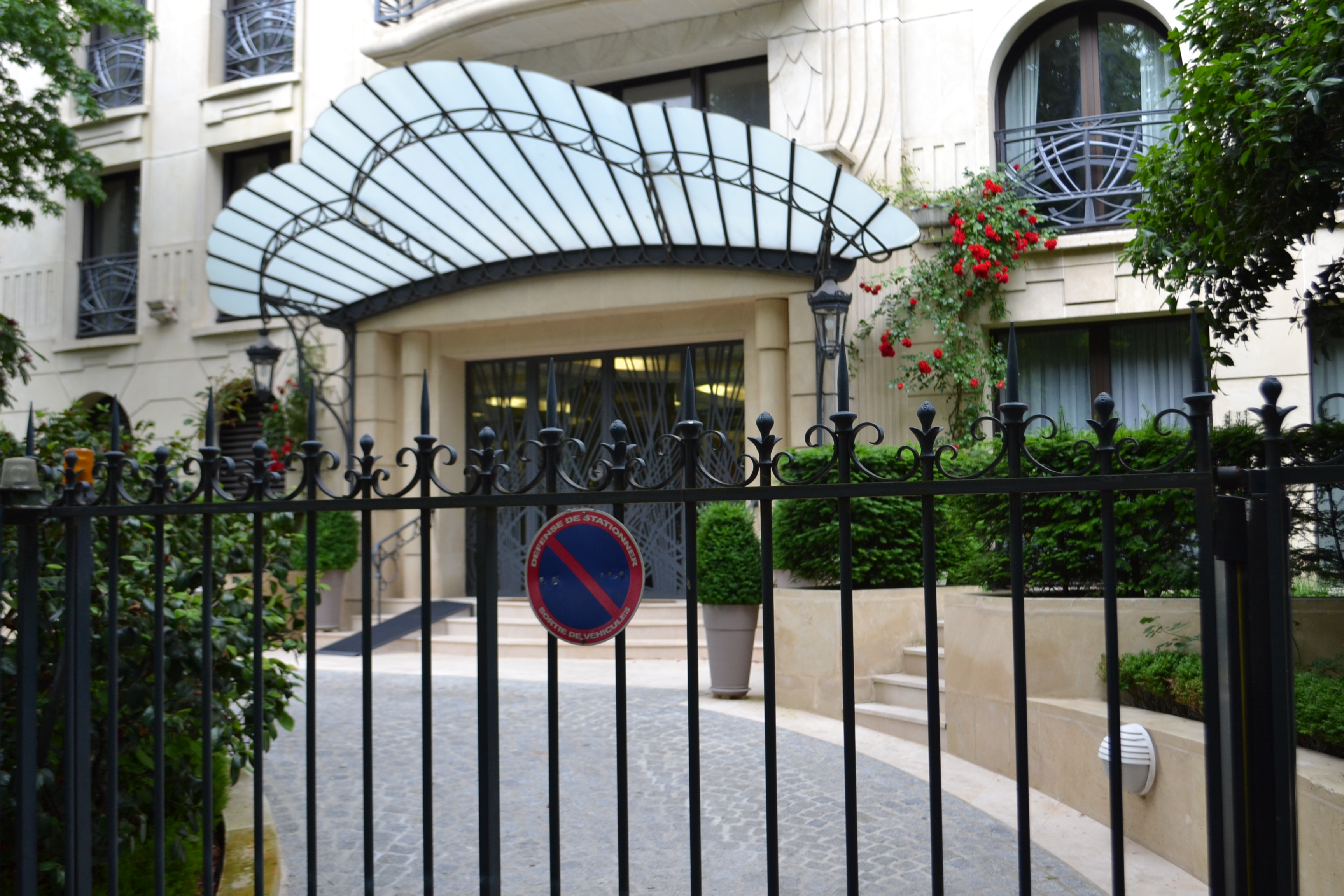
Entrée du 59, avenue Georges-Mandel (Paris 16e).